# Elizabeth Hintemann
Elizabeth Hintemann est une joueuse de volley-ball née le 6 juillet 1984 à Curitiba (Paraná). Elle mesure 1,86 m et joue au poste de réceptionneuse-attaquante. Elle a été internationale cadette brésilienne.

## Clubs
| Club                     | De        | À         |
| ------------------------ | --------- | --------- |
| Grêmio de Vôlei Osasco   | 2001-2002 | 2002-2003 |
| Macaé Sports             | 2003-2004 | 2003-2004 |
| Cajasur Córdoba          | 2004-2005 | fév 2006  |
| Bayer Leverkusen         | fév 2006  | mai 2006  |
| 1. VC Wiesbaden          | 2006-2007 | 2006-2007 |
| Galatasaray İstanbul     | 2007-2008 | mars 2008 |
| Zeiler Köniz             | mars 2008 | mai 2008  |
| Vandœuvre Nancy VB       | 2008-2009 | 2008-2009 |
| Istres Ouest Provence    | 2009-2010 | 2009-2010 |
| Vandœuvre Nancy VB       | 2010-2011 | 2010-2011 |
| Club Voleibol Ciutadella | 2011-2012 | 2011-2012 |
| Gresik Petrokimia        | 2012-2013 | 2012-2013 |
| Maranhão Vôlei           | 2013-2014 | 2013-2014 |
| Sesi-SP                  | 2014-2015 | 2014-2015 |
| 1. VC Wiesbaden          | 2015-2016 | 2015-2016 |
| Abel Brusque             | jan 2017  | …         |

## Palmarès
- Championnat du Brésil
  - Finaliste : 2002.
- Coupe du Brésil
  - Finaliste : 2015.